# Michael Ammermüller

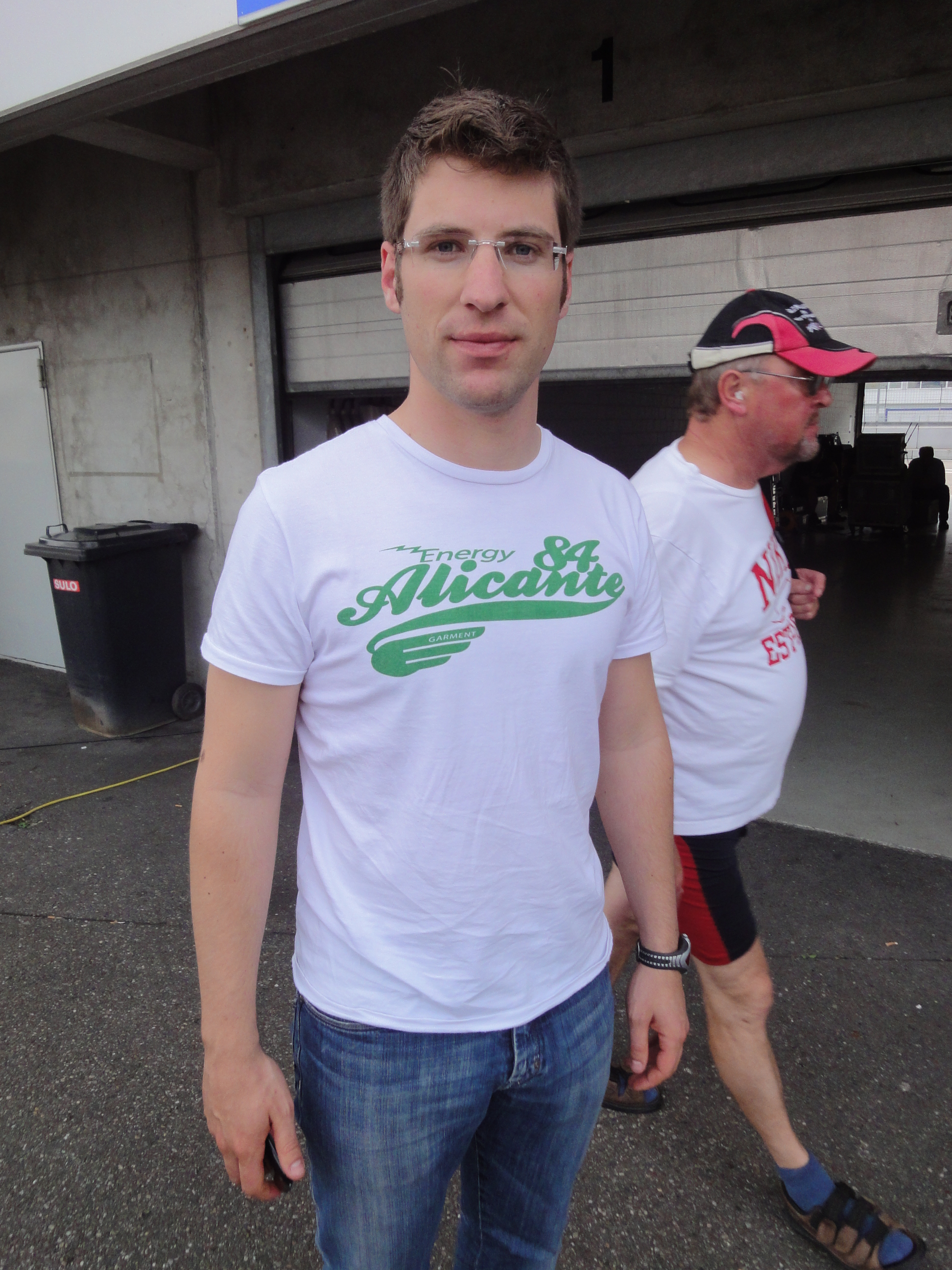
Michael Ammermüller 2010

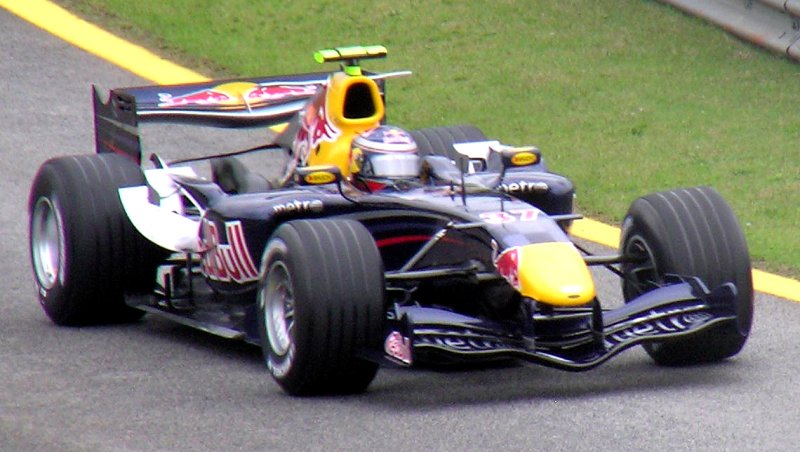
Michael Ammermüller als Freitagstestfahrer bei Red Bull Racing

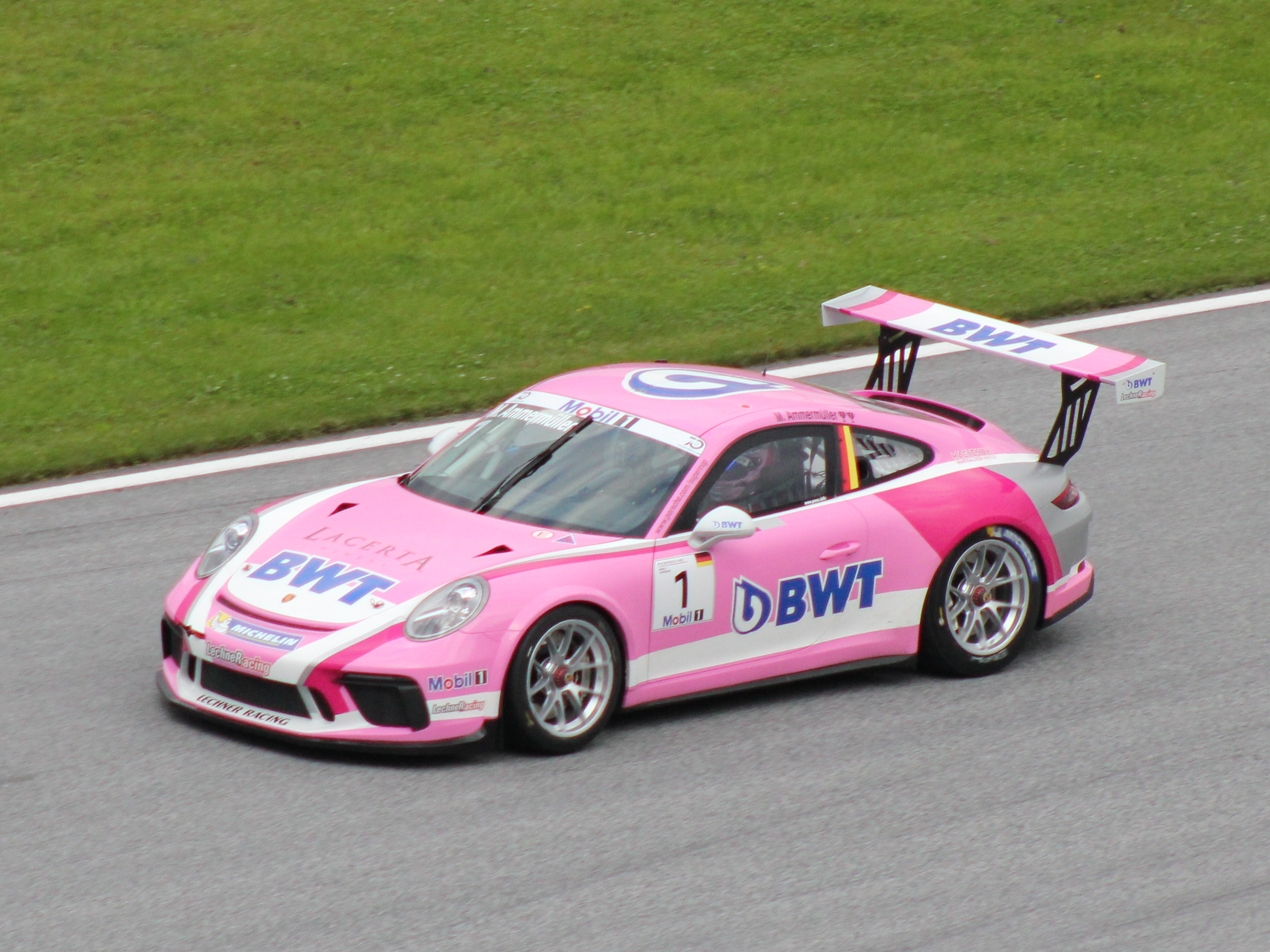
Michael Ammermüller beim Porsche Supercup-Rennen am Red Bull Ring 2018

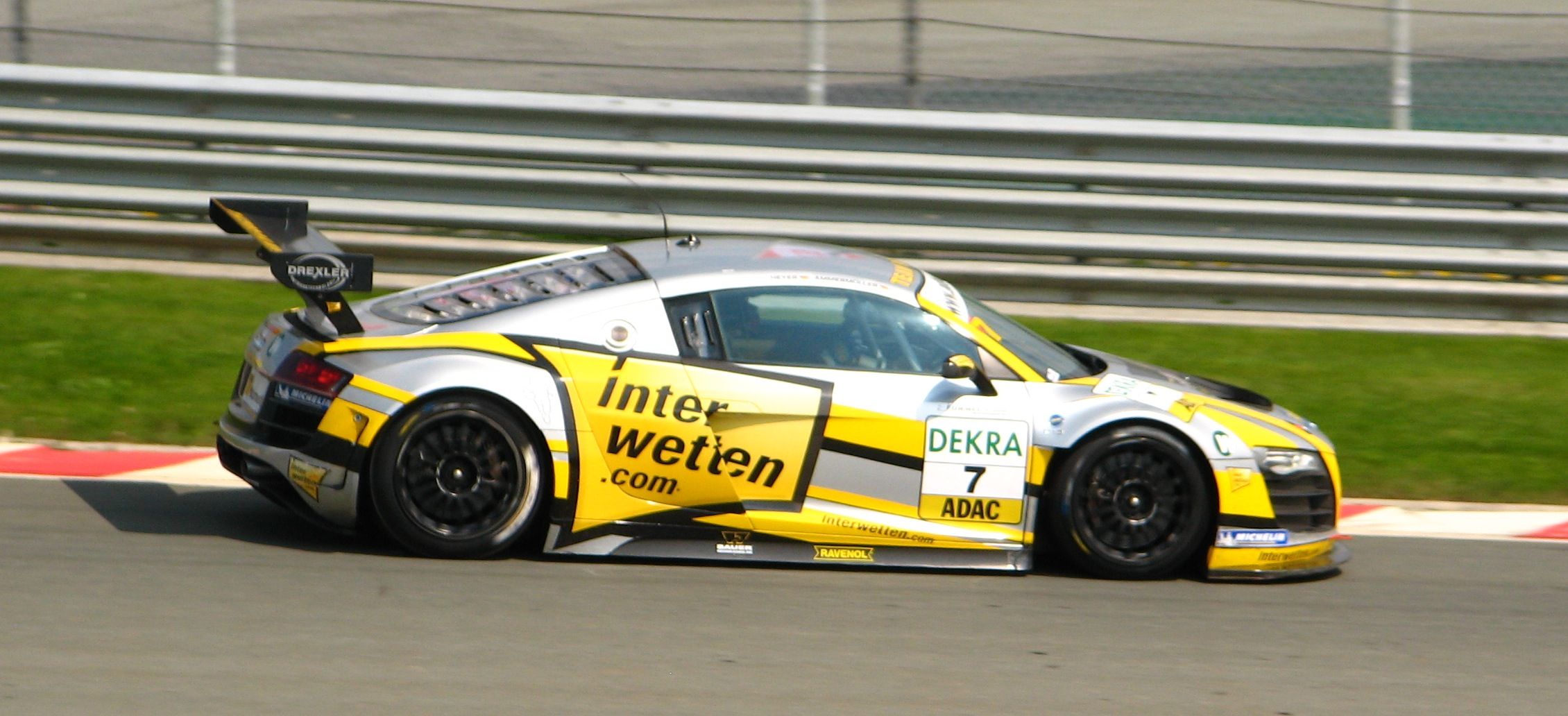
Ammermüllers Audi R8 LMS des Team Rosberg in der ADAC GT Masters

Michael Ammermüller (* 14. Februar 1986 in Passau) ist ein deutscher Automobilrennfahrer aus Pocking.

## Karriere

### Anfänge im Motorsport
Michael Ammermüller startete im Alter von 10 Jahren seine Kartsportkarriere, wobei er in Deutschland, Österreich und Italien fuhr. Im Jahr 2000 gewann er die Europäische Junioren-Kartmeisterschaft.
2003 wurde Ammermüller Mitglied der Red-Bull-Nachwuchsschule und schloss 2004 die deutsche Formel-Renault-Meisterschaft, für Jenzer Motorsport fahrend, mit 5 Podestplätzen auf dem dritten Rang ab. In der folgenden Saison trat er für dasselbe Team im Formel Renault Eurocup und in der italienischen Formel-Renault-Meisterschaft an und wurde jeweils Vizemeister, wobei er im europäischen Championat mit sechs Siegen genauso viele wie Meister Kamui Kobayashi erzielen konnte; im italienischen gelangen ihm drei. Er war jeweils bester Fahrer des Red-Bull-Junior-Teams.

### Testfahrerjob in der Formel 1 und Stagnation
Im Jahr darauf fuhr Michael Ammermüller bei Arden International in der GP2-Serie und wurde mit einem Laufsieg Gesamtelfter. 2006 kam er außerdem bei den letzten drei Formel-1-Grand-Prix in China, Japan und Brasilien für Red Bull Racing als Freitagstestfahrer zum Einsatz.
In der Saison 2007 wechselte Ammermüller in das GP2-Meister-Team ART Grand Prix von Nicolas Todt, dem Sohn von Jean Todt. Nach einem Kahnbeinbruch im ersten Saisonrennen in Bahrain musste der Pockinger zwei Rennwochenenden pausieren. In Magny-Cours ging er wieder an den Start und war in den Unfall von Ernesto Viso verwickelt. Das darauffolgende Rennen in Silverstone war Ammermüllers letztes im Cockpit von ART.
Ammermüller setzte seine Karriere im Team Carlin Motorsport in der Formel Renault 3.5 fort. Dort bestritt er die Rennen in Spa-Francorchamps, Donington Park und Magny-Cours, konnte jedoch nicht überzeugen.
Im Oktober 2007 endete Ammermüllers Zugehörigkeit zum Red-Bull-Junior-Team. Ab November startete er in der A1GP-Serie für das Team Deutschland von Willi Weber, dem Manager von Michael Schumacher. Er zeigte wechselhafte Leistungen, mit einem Sprintrennsieg in Zhuhai als Höhe- und zwei Disqualifikationen in Sepang und Durban als Tiefpunkt.
2008 ging Ammermüller für das Team Iris Project, einem Ableger seines ehemaligen Arbeitgebers Jenzer Motorsport, in der Internationalen Formel Master an den Start. Er wurde mit einem Laufsieg zwar „Rookie des Jahres“, verpasste aber den angepeilten Titelgewinn und damit die Möglichkeit, sich bei einem Test des Honda-Racing-F1-Teams zu empfehlen.
Anfang des Jahres kam er erneut im, nun von Rolf Beisswanger geleiteten, deutschen A1GP-Team zum Einsatz, konnte allerdings keine Punkte erzielen. 2009 arbeitete Ammermüller als Rennfahrlehrer bei Zettl Motorsport. 

### Erfolge in GT3-Rennen und Porsche-Markenpokalen
Im Jahr 2010 ging er mit einem Audi R8 LMS des Team Rosberg in der ADAC GT Masters an den Start, erzielte zusammen mit Kenneth Heyer einen dritten Platz und beendete die Saison auf dem 12. Gesamtrang. Für die Saison 2011 wechselte er zum Team a-workx-Akrapovic und pilotierte dort zusammen mit Sebastian Asch einen Porsche 911 GT3 Cup.
Am 27. August 2011 gewann er gemeinsam mit Frank Biela und Christian Hohenadel auf einem, der deutlich leistungsstärkeren GT3-Konkurrenz eigentlich unterlegenen, frontangetriebenen Audi TT RS von Raeder Motorsport das 6h ADAC Ruhr-Pokal-Rennen im Rahmen der VLN Langstreckenmeisterschaft Nürburgring, nachdem durch das Trio zuvor in der Qualifikation bereits die erste Pole-Position für ein Auto mit Frontantrieb der VLN erreicht worden war.
Von 2012 bis 2019 trat Ammermüller in den Porsche-Markenpokalen Porsche Supercup und Porsche Carrera Cup Deutschland an. Dabei war er besonders im Supercup erfolgreich, von 2017 bis 2019 war er dreimal hintereinander Meister dieser Rennserie, dazu erreichte er 2013 bis 2016 jeweils Platz 3 der Gesamtwertung. Mit 11 Rennsiegen und 41 Podien zählt er hinter René Rast (20 Siege) und Wolf Henzler (14 Siege) zu den erfolgreichsten Fahrern im Porsche Supercup. Im Porsche Carrera Cup Deutschland erreichte er 17 Rennsiege und 2014, 2018 sowie 2019 Platz 2 in der Meisterschaft. 
Seit 2020 tritt Michael Ammermüller wieder im ADAC GT Masters an. 2020 wurde er mit Porsche, dem neu eingestiegenen Team SSR Performance und dem Teamkollegen Christian Engelhart mit drei Rennsiegen und 181 Punkten Meister. 2021 blieb er bei SSR Performance und fuhr zusammen mit Mathieu Jaminet im ADAC GT Masters. Die beiden Fahrer wurden nach vier Rennsiegen mit 191 Punkten Zweiter in der Meisterschaft. Sie hatten dabei vier Punkte Rückstand auf die neuen Meister Christopher Mies und Ricardo Feller im Audi von Land Motorsport.

## Statistik

### Karrierestationen
| - 2004 – Formel Renault 2000 Euro Cup: Jenzer Motorsport, 11. - 2004 – Formel Renault 2000 Deutschland: Jenzer Motorsport, 3. - 2004 – Formel Renault 2000 Italien: Jenzer Motorsport, 2 Rennen - 2005 – Formel Renault 2000 Euro Cup: Jenzer Motorsport, 2. - 2005 – Formel Renault 2000 Italien: Jenzer Motorsport, 2. - 2006 – GP2-Serie: Arden International, 11. - 2006 – Formel 1: Red Bull Racing, Freitagstestfahrer - 2007 – GP2-Serie: ART Grand Prix, 27. - 2007 – Formel 1: Red Bull Racing, offizieller Testfahrer - 2007 – Formel Renault 3.5: Carlin Motorsport, 22. - 2007/08 – A1GP: Team Deutschland, 8. (mit Christian Vietoris) - 2008 – Internationale Formel Master: Iris Project, 3. - 2008/09 – A1GP: Team Deutschland, 21. (mit André Lotterer) - 2010 – ADAC GT Masters: Team Rosberg, 12. (mit Kenneth Heyer) | - 2011 – ADAC GT Masters (Platz 16) - 2012: 24-Stunden-Rennen auf dem Nürburgring (Platz 2) - 2012: Porsche Carrera Cup Deutschland (Platz 11) - 2012: Porsche Supercup (Platz 6) - 2013: Porsche Supercup (Platz 3) - 2014: Porsche Carrera Cup Deutschland (Platz 2) - 2014: Porsche Supercup (Platz 3) - 2015: Porsche Carrera Cup Deutschland (Platz 4) - 2015: Porsche Supercup (Platz 3) - 2016: Porsche Carrera Cup Deutschland (Platz 11) - 2016: Porsche Supercup (Platz 4) - 2017 – ADAC GT Masters: KÜS TEAM75 Bernhard, 8. (mit Mathieu Jaminet) - 2017: Porsche Carrera Cup Deutschland (Platz 3) - 2017: Porsche Supercup (Meister) - 2018: Porsche Carrera Cup Deutschland (Platz 2) - 2018: Porsche Supercup (Meister) | - 2019: Porsche Carrera Cup Deutschland (Platz 2) - 2019: Porsche Supercup (Meister) - 2020: ADAC GT Masters (Meister) - 2021: ADAC GT Masters (Platz 2) - 2022: Porsche Supercup (Platz 16) |